# クロアチア王国 (1102年-1526年)

クロアチア（・ダルマチア）王国
Regnum Croatiae (et Dalmatiae) (ラテン語)
Kraljevina Hrvatska (i Dalmacija) (クロアチア語)

1260年のクロアチア王国とダルマチア王国（深緑）

クロアチア王国（クロアチアおうこく、ラテン語: Regnum Croatiae; クロアチア語: Kraljevina Hrvatska, Hrvatsko kraljevstvo, Hrvatska zemlja）は、ハンガリー王国との同君連合（ハンガリー・クロアチア連合王国）である。トルピミロヴィチ家とスヴェトスラヴィチ家の王による統治時代と、国王ドミタル・ズヴォニミルの死による継承危機後の1102年に成立した。1102年にハンガリー国王カールマーンがビオグラードで「クロアチア・ダルマチア王」として戴冠されると、その領域はアールパード朝に引き継がれた。1301年にアールパード朝の男系子孫が断絶した後は、ハンガリー・アンジュー朝の王が王国を支配した。その後、1242年にザグレブを略奪したモンゴルとの戦闘、ダルマチア沿岸都市の支配権をめぐるヴェネツィアとの争い、クロアチア貴族の内戦などが起こった。この間、当時クロアチアで最も強力な王朝であったシュビッチ家を代表するパヴァオ1世シュビッチ・ブリビルスキなど、さまざまな人物が登場した。これらの有力者は、事実上自分の領地に大きな独立性を確保することができた。しかし、16世紀のオスマン帝国によるヨーロッパ侵攻でクロアチアの領土は大幅に減少し、国は弱体化し分裂した。ラヨシュ2世が1526年のモハーチの戦いで戦死した後、しばらく王朝間の争いが続いた。やがて両王位はオーストリアのハプスブルク家に移り、両領地はハプスブルク帝国の一部となった。
カールマーンの戴冠式の状況や、その後のクロアチア貴族の地位は、14世紀に写本としてのみ残された「パクタ・コンヴェンタ」に詳述されている。この関係の正確な内容は19世紀になってから議論されるようになったが、ハンガリーとの王朝連合の時代においても、サボル（クロアチア貴族の議会）やバン（総督）を通じて、クロアチア独自の国家制度が維持された。それに加え、クロアチア貴族は土地と称号を保持したままであった。

## 名称
複数形の「王国」（ラテン語: regna）が使われるようになった1359年まで、王国の外交名はクロアチア・ダルマチア王国（ラテン語: Regnum Croatiae et Dalmatiae）であった。この名前の変更は、ラヨシュ1世がヴェネツィア共和国に勝利し、ザダル条約によってヴェネツィア共和国がダルマチア沿岸都市への影響力を失った結果起こった。しかし、1409年にヴェネツィアがダルマチア沿岸を奪還するまで、王国は依然としてクロアチア・ダルマチア王国と呼ばれることがほとんどであった。クロアチア語での最も一般的な名称はHrvatska zemlja（「クロアチア人の国」または「クロアチア人の土地」）であった。

## 背景

### 継承危機

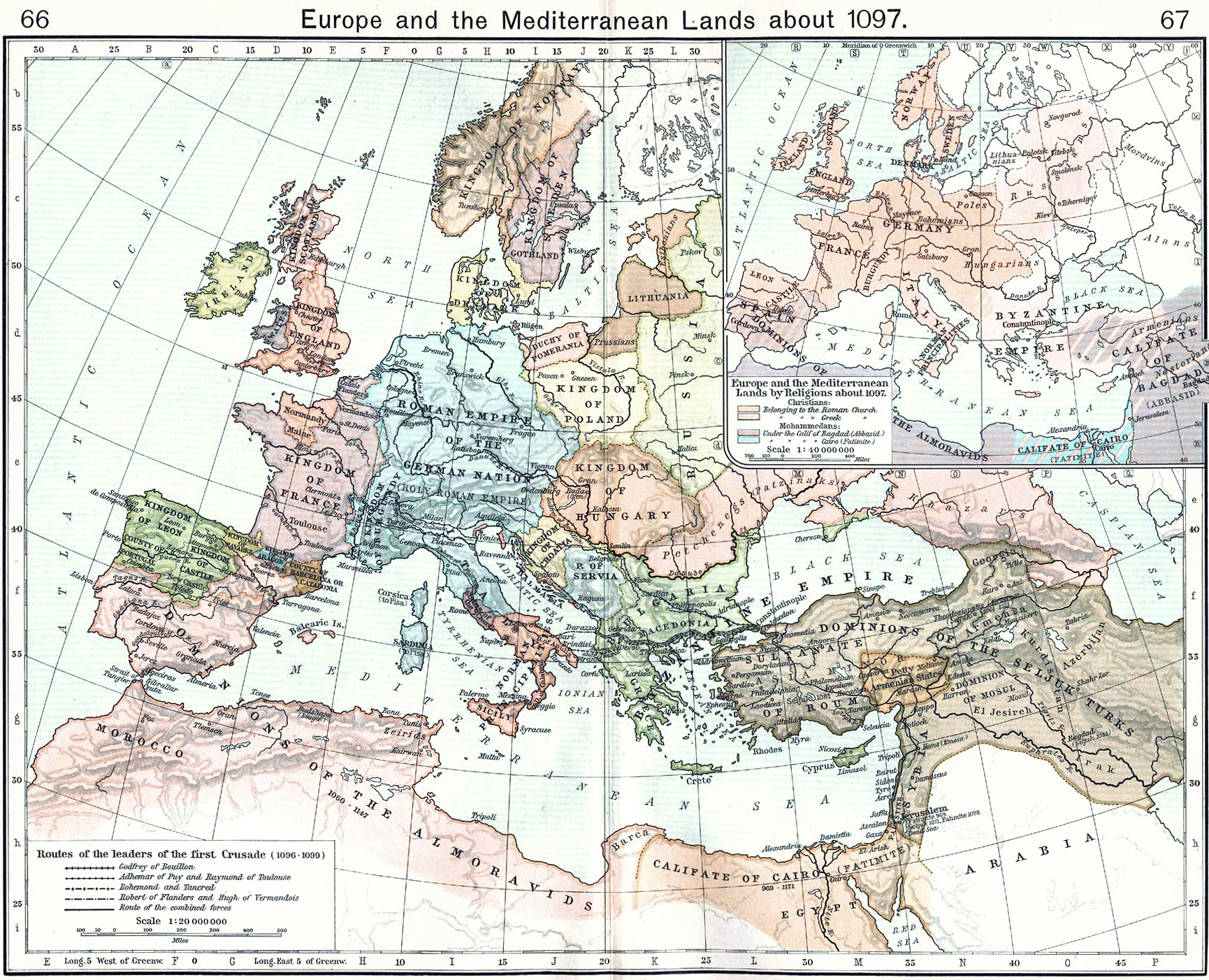
グヴォズドの戦い前のクロアチア王国（1097年）

ドミタル・ズヴォニミルは、トルピミロヴィチ家の分流であるスヴェトスラヴィチ家出身のクロアチア王である。彼はスラヴォニアのバンとして始まり、クロアチア公としてクレシミル4世に仕えた。クレシミル4世はズヴォニミルを後継者とし、ズヴォニミルは1075年にクロアチア王位を継承することになる。1063年、ズヴォニミルはアールパード朝のハンガリー人ヘレンと結婚した。ヘレンはハンガリー王女であり、ベーラ1世の娘で、ハンガリー国王ラースロー1世の妹でもある。2人の間には息子のラドバンがいたが、10代後半または20代前半で亡くなっている。1089年にズヴォニミルが亡くなると、トルピミロヴィチ家の最後のスティエパン2世が後を継いだ。スティエパン2世の統治は比較的無力で、2年足らずで終わった。彼は人生のほとんどをスプリト近郊の松林の下の聖スティエパン修道院（クロアチア語: Sv. Stjepan pod Borovima）で過ごした。スティエパン2世は跡継ぎを残すことなく、1091年初めに亡くなった。この時トルピミロヴィチ家の男子は生存しておらず、その後まもなくクロアチアで内戦と騒乱が勃発した。
ズヴォニミルの未亡人ヘレンは、継承危機のクロアチアにおける権力の維持を試みた。ヘレンの周囲のクロアチア人貴族、おそらくグシッチ家および/もしくはラプチャン家のヴィニハは、ズヴォニミルの死後継承権を争っていたが、ラースロー1世にヘレンを助けるように頼み、彼が相続権を持っていたクロアチア王位をラースロー1世に提供した。いくつかの資料によると、ダルマチアの都市のいくつかはラースロー1世に支援を申し出、ペタル・グシッチはペタルde genere Cacautonemとともにハンガリーの宮廷で「白クロアチア人」（Creates Albi）と称していたという。このように、ラースロー1世のクロアチアに対する軍事行動は単なる外国の侵攻ではなく、またクロアチア王位の征服者としてではなく、世襲による後継者としてのものであった。1091年、ラースロー1世はドラーヴァ川を渡って敵に遭遇することなくスラヴォニア全土を征服したが、鉄山（グヴォズド山）付近で作戦が中断された。クロアチア貴族は分裂していたためにラースローの戦役は成功したが、クロアチア全土に彼の支配権を及ぼすことはできなかった。このとき、ハンガリー王国はビュザンティオンから派遣によって送られたと思われるクマンに攻撃され、ラースロー1世はクロアチアでの戦役からの撤退を強いられた。ラースローは甥であるアルモス王子をクロアチアの統治者に任命し、彼の新たな権威の象徴としてザグレブ教区を設立し、ハンガリーに戻った。戦争の最中の1093年、ペタル・スヴァチッチがクロアチアの封建領主たちによって国王に選出された。ペタルは権力基盤をクニンに置いた。彼の統治は、アルモスとの国土支配をめぐる争いに発展したが、アルモスは支配を確立することができず、1095年にハンガリーへの撤退を強いられた。

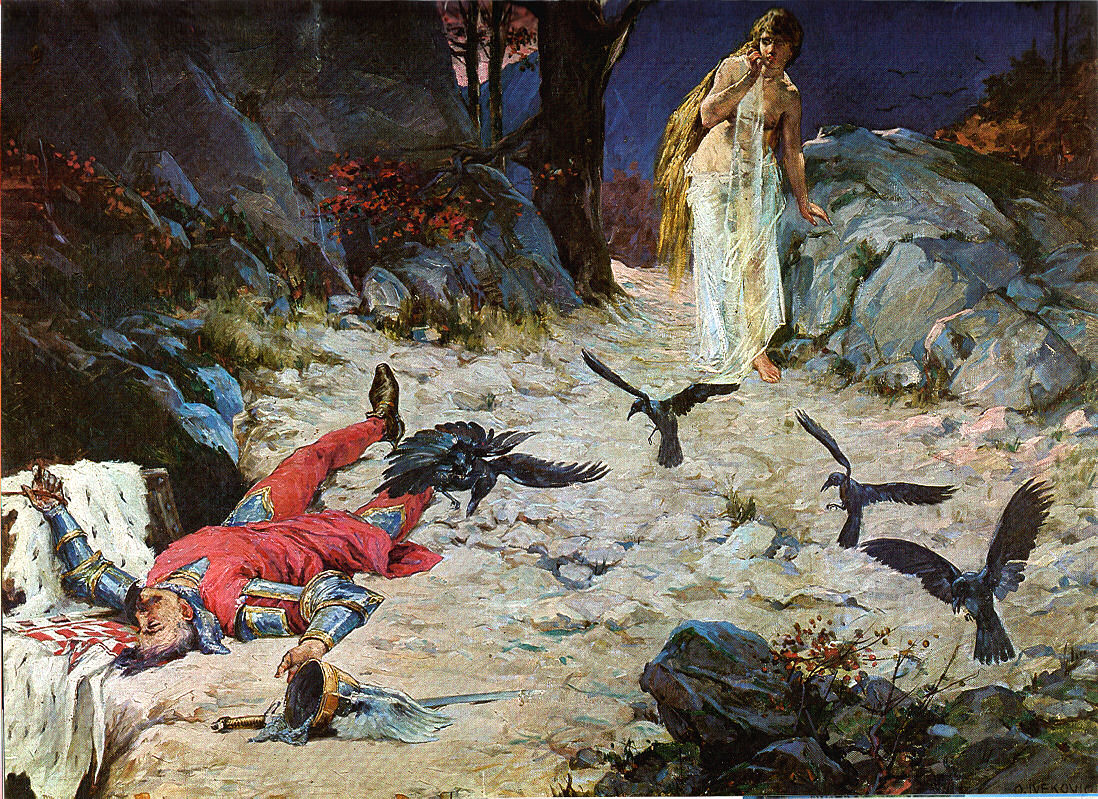
最後のクロアチア王の死（画: オトン・イヴェコヴィッチ）

ラースロー1世は1095年に亡くなったが、彼の甥であるカールマーンに軍事行動を続けるよう任せた。先代のラースローと同様、カールマーンは征服者ではなくクロアチア王国の王位継承者と見なされた。カールマーンは王位主張に圧力をかけるために軍隊を編成し、1097年にはペタル・スヴァチッチの軍隊をグヴォズドの戦いで破り、ペタル・スヴァチッチは戦死した。クロアチアにはペタル・スヴァチッチのほかに強力な指導者がおらず、ダルマチアは攻略が困難な城塞都市を多く有していたため、カールマーンとクロアチアの封建貴族の間で和平交渉が開始された。クロアチア人貴族がカールマーンを国王と認めるまでに、さらに数年がかかった。1102年にカールマーンはビオグラードでクロアチア王として戴冠され、「ハンガリー、ダルマチア、クロアチアの王」の称号を名乗った。カールマーンの戴冠式の状況のいくつかは、クロアチア人貴族が彼を国王として認めたことにより、パクタ・コンヴェンタにまとめられた。この代わりに、合意に署名した12のクロアチア人貴族は彼らの領地や財産を保持し、また租税や年貢の免除が認められた。カールマーンの国境線が攻撃を受けた場合、クロアチア貴族は少なくとも10の武装騎兵をドラーヴァ川の向こうに派遣することを誓約した。パクタ・コンヴェンタ自体は1102年より後に作成された文書と考えられているが、クロアチア人貴族とカールマーンの間にパクタ・コンヴェンタと同種の制約を定めた合意は存在していたと考えられている。

### 歴史的背景

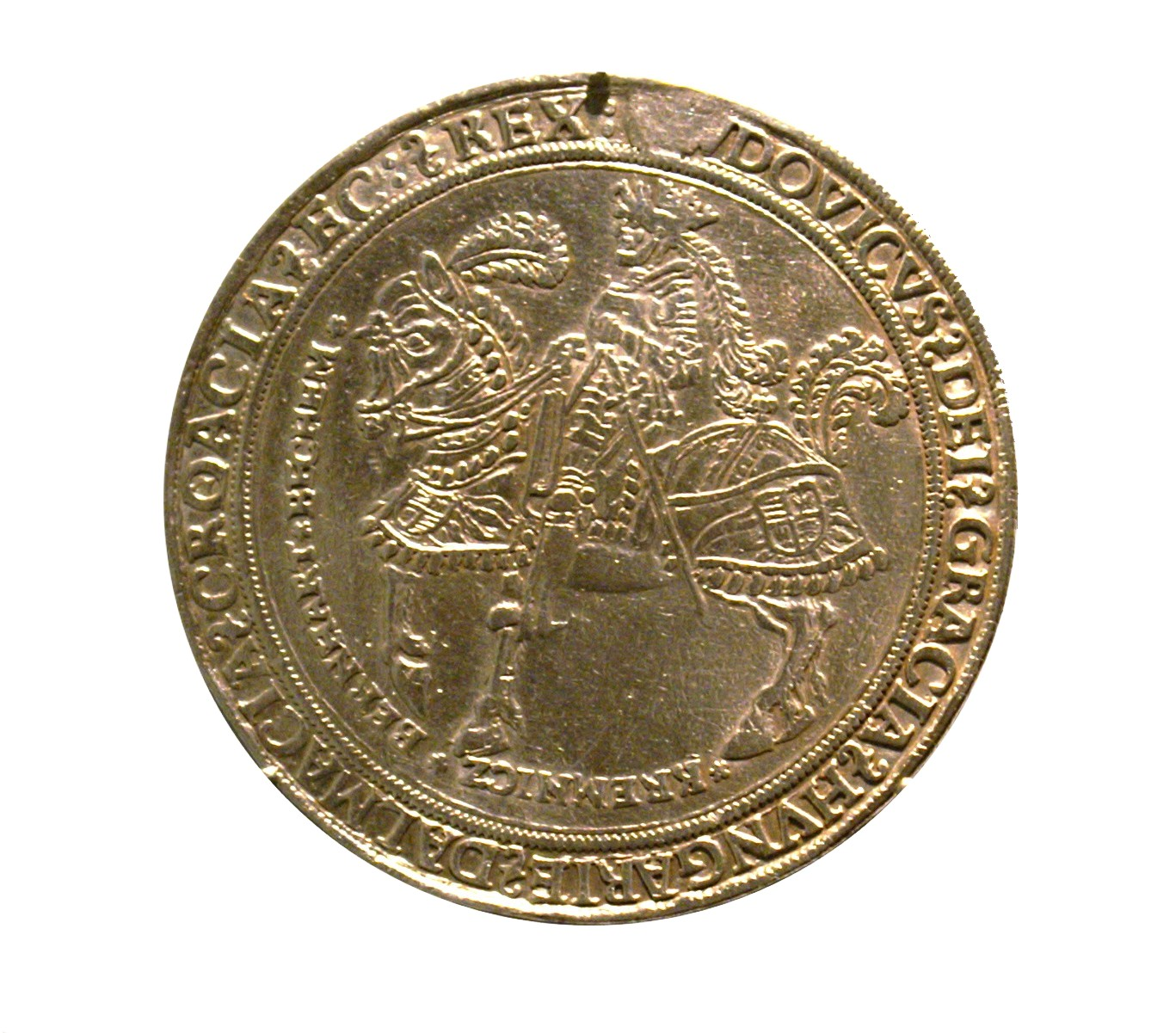
ラテン語で「Louis by the grace of God King of Hungary, Dalmatia, Croatia」と刻印された、ラヨシュ2世のコイン

継承危機の後、ハンガリー王カールマーンがビオグラードで「クロアチアとダルマチアの王」として戴冠を受け、1102年にクロアチア王冠はハンガリーのアールパード家に渡った。クロアチアとハンガリーの2つの王国からなる王朝連合の正確な定義について、19世紀に論争が起きた。2つの王国は、クロアチア貴族の選択あるいはハンガリーの軍事力を基にしてアールパード朝の統治下で連合されていた。クロアチアの歴史家は2つの王国の関係を共通の王を頂く同君連合であると考え、ハンガリーの歴史家の多くもこの意見に同意しているが、一方でセルビアの歴史家と民族主義的な立場をとるハンガリーの歴史家は、この関係をハンガリーへの一種の併合と見なしている。ハンガリーが占領したという主張は、19世紀のハンガリー民族再興の際になされた。かつてのハンガリーの史学ではビオグラードで行われたカールマーンの戴冠式が論争の対象とされ、クロアチアはカールマーンによって征服されたとする意見が出された。この種の主張は今日でも見られるが、カールマーンは、クロアチアとハンガリーの間での緊張がなくなってからビオグラードで戴冠されたと一般的には考えられている。今日、ハンガリーの法制史学者は1526年のラヨシュ2世の死までのハンガリーとクロアチア・ダルマチアの関係は同君連合に極めて近いことを指摘し、イングランドとスコットランドの関係にも例えられている。
Worldmark Encyclopedia of NationsとGrand Larousse encyclopédiqueによると、クロアチアは1102年にハンガリーと同君連合を結び、それが1918年までのハンガリー・クロアチア関係の基礎となったと記されているが、ブリタニカ百科事典では王朝連合として明記されている。アメリカ議会図書館の調査によると、カールマーンはラースロー1世の死後反対派を粉砕し、1102年にダルマチアとクロアチアの王位を勝ち取り、第一次世界大戦終了まで続くクロアチアとハンガリーの王位の結びつきを築いた。ハンガリー文化はクロアチア北部に浸透し、またクロアチア・ハンガリー国境は頻繁に移動し、ハンガリーはクロアチアを属国として扱った時もあった。クロアチアには、独自の地方総督であるバン、特権的な地主貴族、そして貴族の会議であるサボルが存在した。何人かの歴史家によると、クロアチアは11世紀末と12世紀初めにハンガリーの一部となったが、両国の関係の実際の性質は定義するのが難しいとされている。時にはクロアチアは独立した代理人として、またある時にはハンガリーの臣下として行動したが、クロアチアは国内でかなり独立を保っていた。国境線と同様、クロアチアの自治の程度は数世紀にわたって変化してきた。
今日、パクタ・コンヴェンタまたはQualiter（本文に書かれてる最初の単語）と呼ばれる協定と主張されるものは、現代のほとんどのクロアチア人歴史家に14世紀に偽造されたものだと見なされている。この文章によると、国王カールマーンは12のクロアチア貴族の長と協定を結び、カールマーンが貴族の自治と特権を認めた。1102年の公正証書ではないが、それでも少なくともハンガリーとクロアチアの関係をほぼ同じように規定した非書面での合意が存在し、その合意の内容はクロアチア統治の実態と一致する点が少なからずあるのである。

## 地理・行政組織

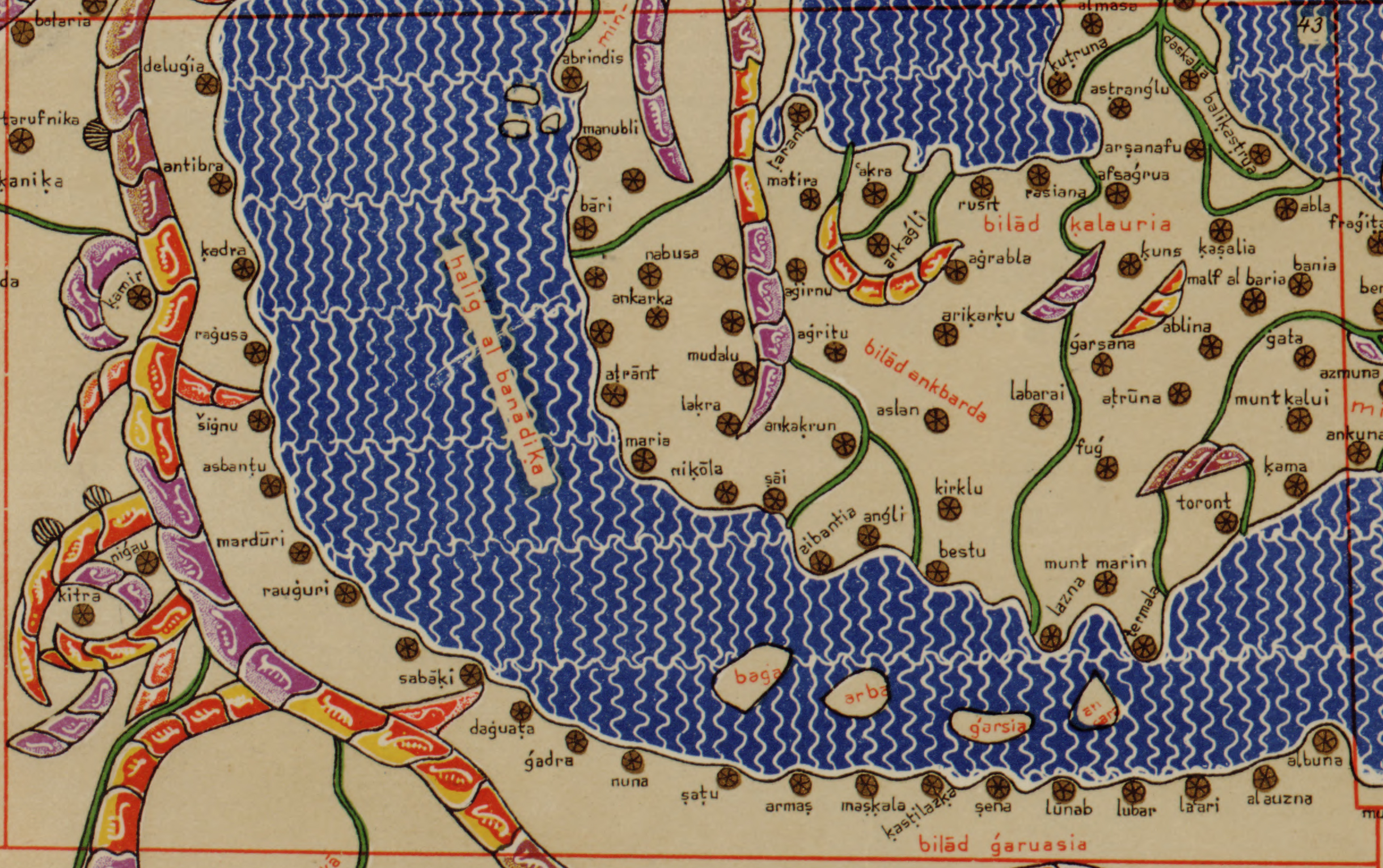
クロアチアを描いた最も古い地図の一つ（1154年、ルッジェーロの書より）

クロアチア王国は、西をダルマチア海岸（北はクヴァルネル湾の岬から南はネレトヴァ河口まで）に、東をヴルバス川とネレトヴァ川に、南をネレトヴァ川下流に、北をグヴォズド山とクパ川に囲まれていた。ザックルミア西方のダルマチアとネレトヴァの間の土地は、常にクロアチアの領土であったわけではなかった。「ダルマチア」という言葉は、沿岸のいくつかの都市や島を指し、時にはクロアチアの同義語としても使われたが、15世紀のヴェネツィアの拡大にともなってさらに内陸部も指すようになった。15世紀後半から16世紀初頭にかけてクロアチアの国境は北に広がり、ザグレブとその周辺の地域が領土に含まれた。
クロアチアは、バンと呼ばれる国王の代理によって統治された。1196年にイムレが王位を継承した後、1198年に弟のアンドラーシュ2世がクロアチア・ダルマチア公となった。こうして1198年からクロアチアとスラヴォニアはクロアチア公の支配下に置かれた。クロアチア公は現在もクロアチア王国として知られている公国を半独立の支配者として統治した。公爵の下には、普段は大貴族で、ある時にはクロアチア系やハンガリー系であるバンが置かれた。バンの統治下にある領土が1225年にクロアチア・ダルマチアのバン、スラヴォニアのバンの2つに分割されるまで、1人のバンがクロアチア全土を支配していた。1345年以降は断続的に同一人物が兼任し、1476年には正式に1つに統合された。クロアチアの領土は郡（クロアチア語: županije）に分割され、各郡は伯爵（župan）の下に置かれた。クロアチアの慣習法の下で、クロアチアの伯爵は1102年以前と同様に、世襲制の地方貴族であった。教会については、グヴォズド山以南のクロアチアはスプリト大司教の管轄下にある一方で、スラヴォニアはカロツァ大司教の管轄下にあった。

## 歴史

### ヴェネツィア、ビザンツ帝国との闘争

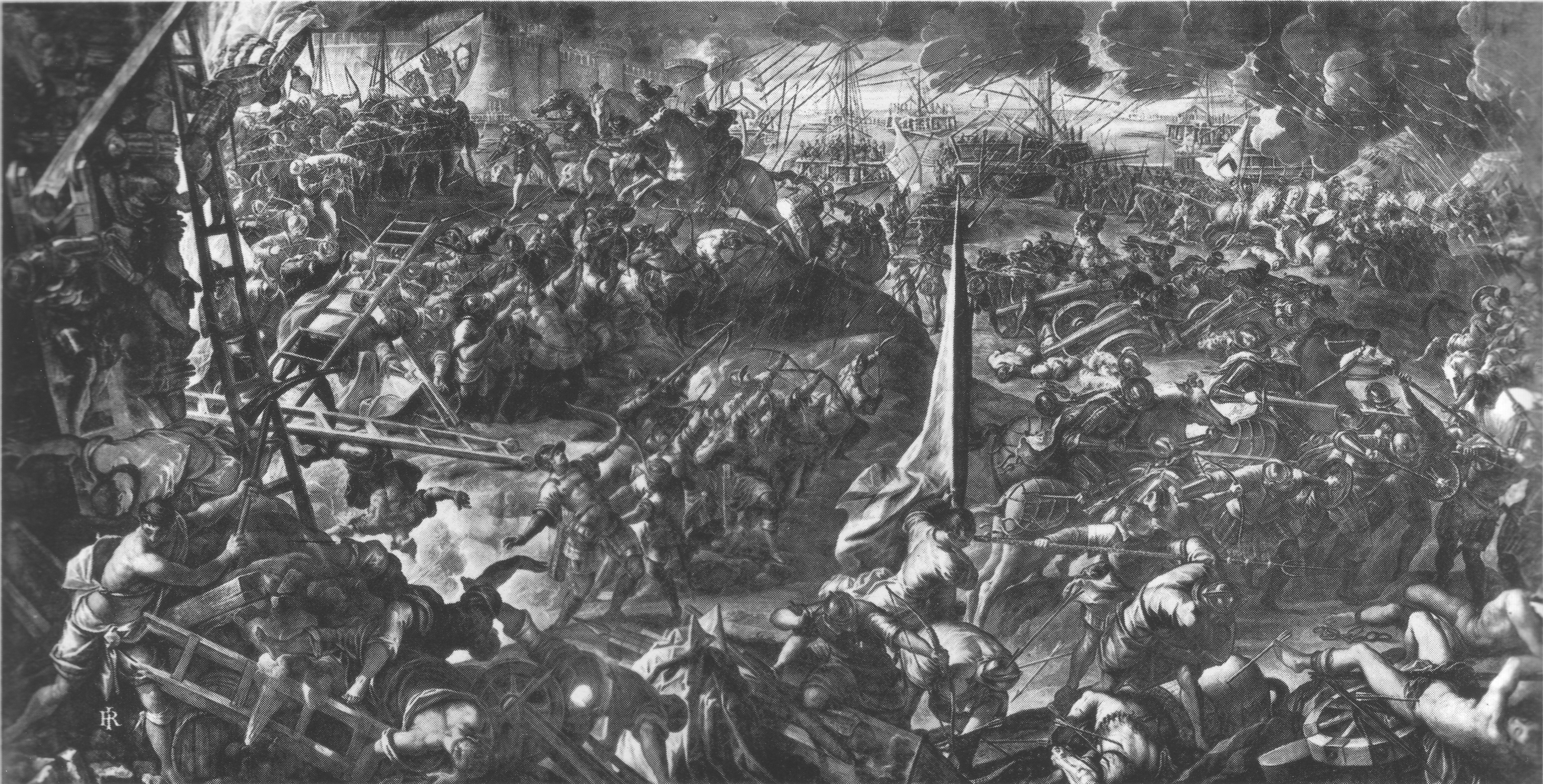
十字軍のヴェネツィアによるザラ包囲戦（1202年）

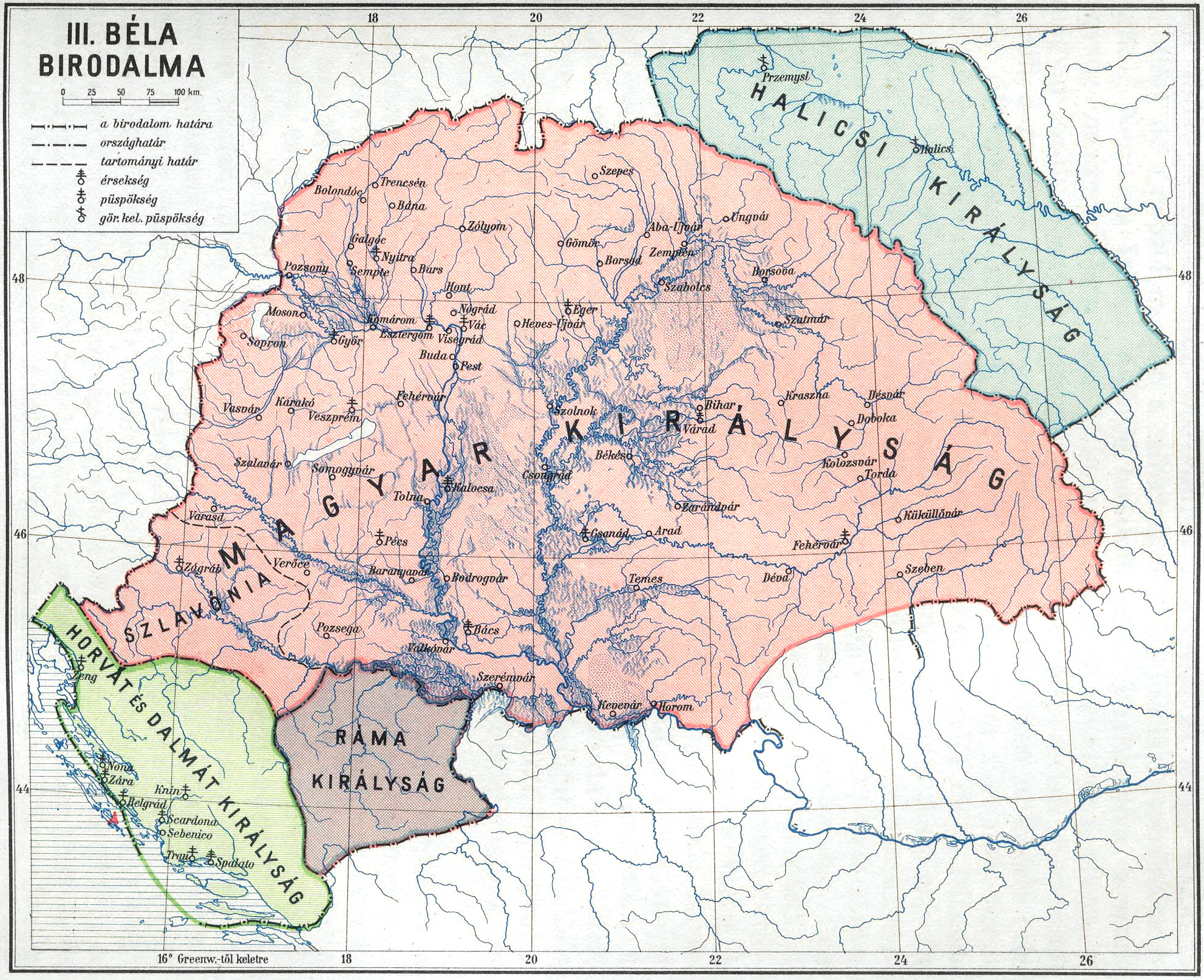
12世紀末のクロアチア・ダルマチア王国（薄緑）

1107年、国王カールマーンはダルマチアの沿岸にある旧ビザンツ都市の大部分を支配した。これらの都市は重要であったため、この地域をめぐってハンガリー人やクロアチア人はしばしばヴェネツィアやビザンツ帝国と争った。カールマーンの死後の1116年、ヴェネツィアはダルマチア沿岸を攻撃し、クロアチアのバン・クレディンの軍を破ってビオグラード、スプリト、トロギル、シベニク、ザダル、さらにいくつかの島を奪った。1117年、カールマーンの後継者であるイシュトヴァーン2世は失った都市の奪還を試み、ヴェネツィア総督（ドージェ）のオルデラフォ・ファリエロをザダル近郊での戦いで破ったものの、奪還には失敗した。5年間の休戦協定が結ばれ、現状維持が確認された。1124年にイシュトヴァーン2世は再びヴェネツィア領を攻撃し、ビオグラード、スプリト、トロギル、シベネクを取り戻したが、ザダルや他の島々はヴェネツィアの支配に留まったままだった。しかし、1125年に総督ドメニコ・ミケーレはこれらの都市を再征服し、ビオグラードを壊滅させた。その後の1131年、ベーラ2世がハンガリー王位を継承し、1133年にはザダル以外の失った都市を奪還した。1167年にはボスニアだけでなくクルカ川以南のクロアチアがビザンツ帝国に征服された。これらの地域は、1180年にビザンツ皇帝マヌエル1世コムネノスが死去するまでビザンツ帝国の支配下に置かれた。1180年以降バンの統治する地域は増えたものの、その領域や活動範囲はまだ完全には定まっていなかった。
皇帝マヌエル1世コムネノスの死後、ビザンツ帝国はもはやダルマチアで一貫して影響力を維持することができなくなった。やがてザダルはヴェネツィアに対して反乱を起こし、第4回十字軍中、イムレが十字軍への参加を誓ったにもかかわらず、総督エンリコ・ダンドロ率いるヴェネツィアと十字軍がザダル（ザラ）を略奪した1202年まで、常に戦場となった。これは十字軍による最初のカトリック都市への攻撃となった。ヴェネツィアはこれを、後にラテン帝国を建てたさらに東のコンスタンティノープル方面への船賃の補償として要求した。ヴェネツィアとの敵対関係は1216年まで続いた。その当時はアンドラーシュ2世の統治時代であり、彼はヴェネツィア艦隊を利用して第5回十字軍に参加した。

### 封建制と貴族間の関係

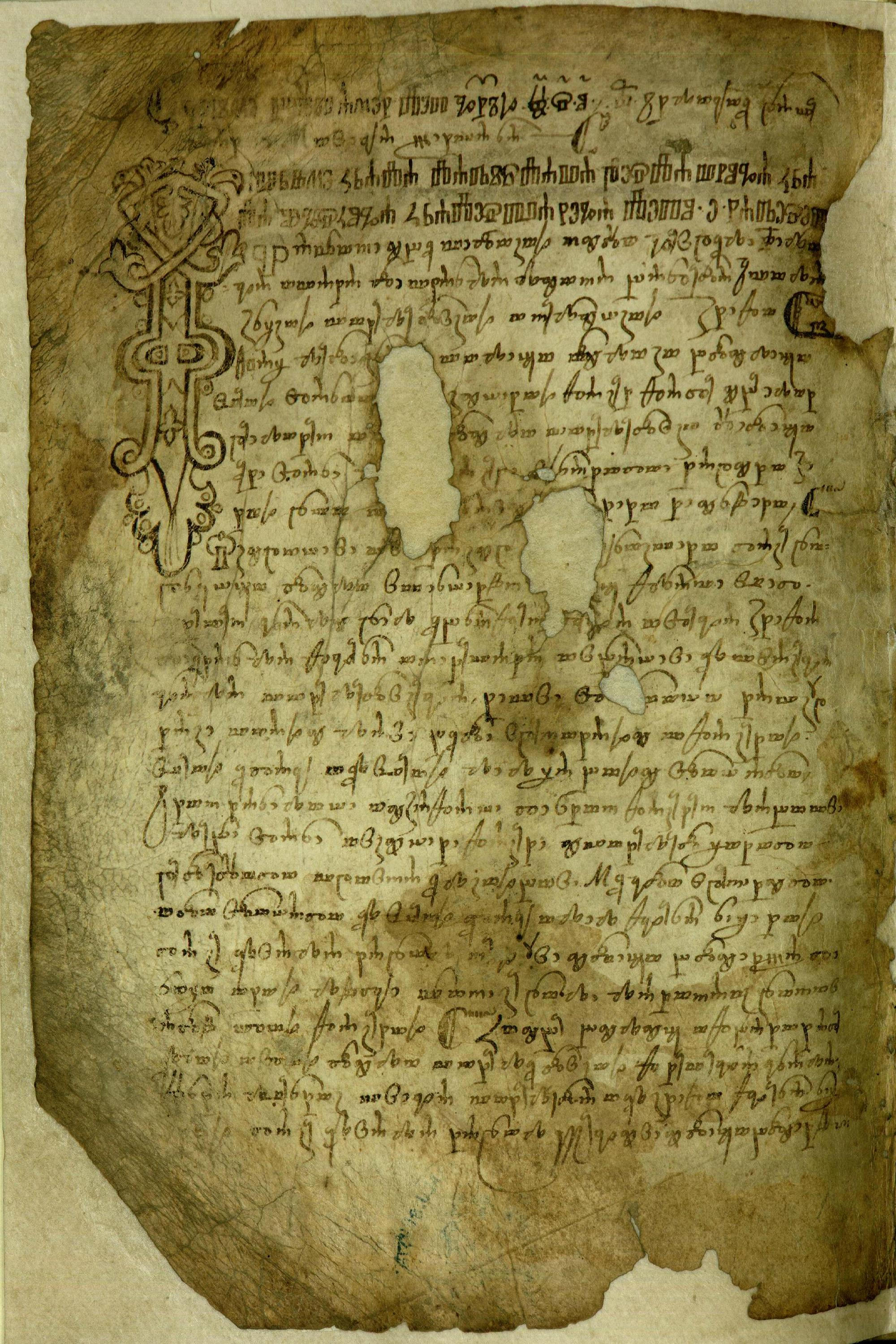
1288年にグラゴル文字で書かれたヴィノドール法典

12世紀の中世ヨーロッパで栄え、ハンガリーとクロアチアにも広がった封建制の影響の下で、クロアチアでは強力な貴族の層が形成された。これらの貴族のほとんどはかつての12貴族の子孫であった。クロアチアには、君主によって作られた貴族や、王室への奉仕に基づく貴族は存在しなかった。これらの貴族は郡全体を支配し、また地方裁判所を主宰してその決定を執行したので、地方の住民はいかなる国の組織からも完全に切り離されていた。12世紀と13世紀初期のクロアチアで最も有力だった貴族は、様々に分家してブリビルを拠点にダルマチア内陸部を支配したシュヴィッチ家、スラヴォニア西部とクパ川右岸を支配したバボニッチ家、オミシュを拠点にツェティナ川とネレトヴァ川の間を支配し、海賊行為で知られていたカチッチ家、そしてクルク島、クヴァルネル、リカ北部のモドルシュ郡を支配したフランコパン家（当時はクルクの王子）である。これらの主要な貴族の他に、グシッチ家、クカル家、ラプチャン家、モゴロヴィッチ家やトゥゴミリッチ家などの有力ではない貴族もいた。
この期間、そして第2回十字軍（1145年-1149年）の結果、テンプル騎士団と聖ヨハネ騎士団はクロアチアにおけるかなりの資産や財産を手に入れた。ボスニアのバン・ボリッチによってキリスト教十字軍に有利な最初の交付が行われた。12世紀末までに、テンプル騎士団はヴラナ、セニ、ザグレブ近郊のノヴァヴェスなどを所有していた。
1221年、スプリトの所有権をめぐってドマルド（スプリト王子かつツェティナ伯）とシュビッチ家の間で戦争が勃発した。ドマルドの家系は不明だが、おそらくスナチッチ家かカチッチ家の出身である。ドマルドはシベニクとクリス要塞も領有し、1209年にはヴェネチアからザダルを一時的に奪った。1221年、スプリト市民はドマルドを追放し、クニン近郊のズヴォニグラード出身のヴィシャン・シュビッチを王子に選出した。シュビッチ家は勝利を収めたが、そのメンバーであるグレゴリウス3世とヴィシャンの間で再び戦争が始まった。グレゴリウス3世は勝利してヴィシャンを処刑し、彼の土地を獲得し、シュビッチ家の中での覇権を確保した。しかしドマルドはまだクリスを所有しており、スプリト奪還の野望を抱いていた。 戦争の過程でドマルドはクリスを失い、カチッチ家と同盟を結んだ。1229年、ドマルドはスプリトでグレゴリウス3世の代理をなんとか打ち破り、スプリト王子に再選された。しかし、1231年までにグレゴリウス3世はスプリト王子の地位を奪還した。グレゴリウス3世死後の1235年、ドマルドは新しい状況を利用して再びスプリトを奪還したが、2年後にグレゴリウス3世の息子マルコ1世に奪われた。ドマルドとの戦争は、ステプコ・シュビッチがクリスで彼を破り、捕えたことでようやく終結した。
国王アンドラーシュ2世に反抗したハンガリー貴族と異なり、クロアチアとスラヴォニアは13世紀を通じて地方貴族の下で分権化が進んだ。1222年、国王はハンガリー貴族の特権を規定し、免税や不服従の権利を認めた金印勅書の発行を強いられた。クロアチア貴族は、アンドラーシュ2世が認めた特権を最大限に享受した。

### モンゴルの侵攻
ベーラ4世の統治時代、モンゴル民族（タタール）がキエフと南ロシアを征服し、1241年にはハンガリーにも侵攻した。1241年4月11日にシャイオ川で行われたモヒの戦いで、モンゴルはハンガリー軍を一掃した。ベーラ4世の弟であるカールマーンは厳しい負傷を負い、南方のクロアチアに連れてかれたが、傷が原因となってそこで死亡した。バトゥは、クロアチアに逃げたベーラ4世を追うために、10,000人から20,000人の軍隊を備えたいとこのカダアン・オグルを派遣した。
1242年、モンゴル人はドラーヴァ川を渡り、スラヴォニアのポジェガ郡とクリジェヴツィ郡の略奪を始めた。彼らはチャズマとザグレブの町を略奪し、ザグレブ大聖堂は焼失した。貴族は、ベーラ4世とともに南方のクリス要塞、スプリト、トロギル、その周辺の島々に移動した。スプリト近郊にいたモンゴルは、ベーラ4世が隠れていると考え、クリスへの攻撃を開始した。しかし実際にはベーラ4世はトロギルにいた上、モンゴルは要塞の包囲に失敗した。
すぐにカラコルムでオゴデイが死んだという知らせが届き、モンゴル人は新しいハンの選挙に参加するために引き返した。ある集団はゼタ、セルビア、ブルガリアを通過して東に戻り、いずれも略奪をされた。また別の集団はドゥブロヴニク周辺を略奪し、コトルの町を焼き払った。
クロアチアではモンゴルが去った後、土地が荒廃し、深刻な飢饉が起こった。モンゴルの侵略によって、要塞化された都市でなければ防衛できないことが明らかになった。モンゴルはまだ東ヨーロッパの大部分を押さえていたため、新しい要塞の建設や既存の要塞の補強・修理など、防衛システムの構築を開始した。ガリッチ、リポヴァツ、オキッチ、カルニクなどの他にも、ザグレブ上空のメドヴェドニツァ山には要塞都市メドヴェドグラードが建設された。1242年11月16日、国王はグラデツ（現在のザグレブの一部）の市民に対して金印勅書を発行し、自由都市であることが宣言された。貴族は自分の土地に城を建て、軍隊の規模を大きくすることが許された。これにより、貴族の独立性はさらに高まった。

### 13世紀の内戦

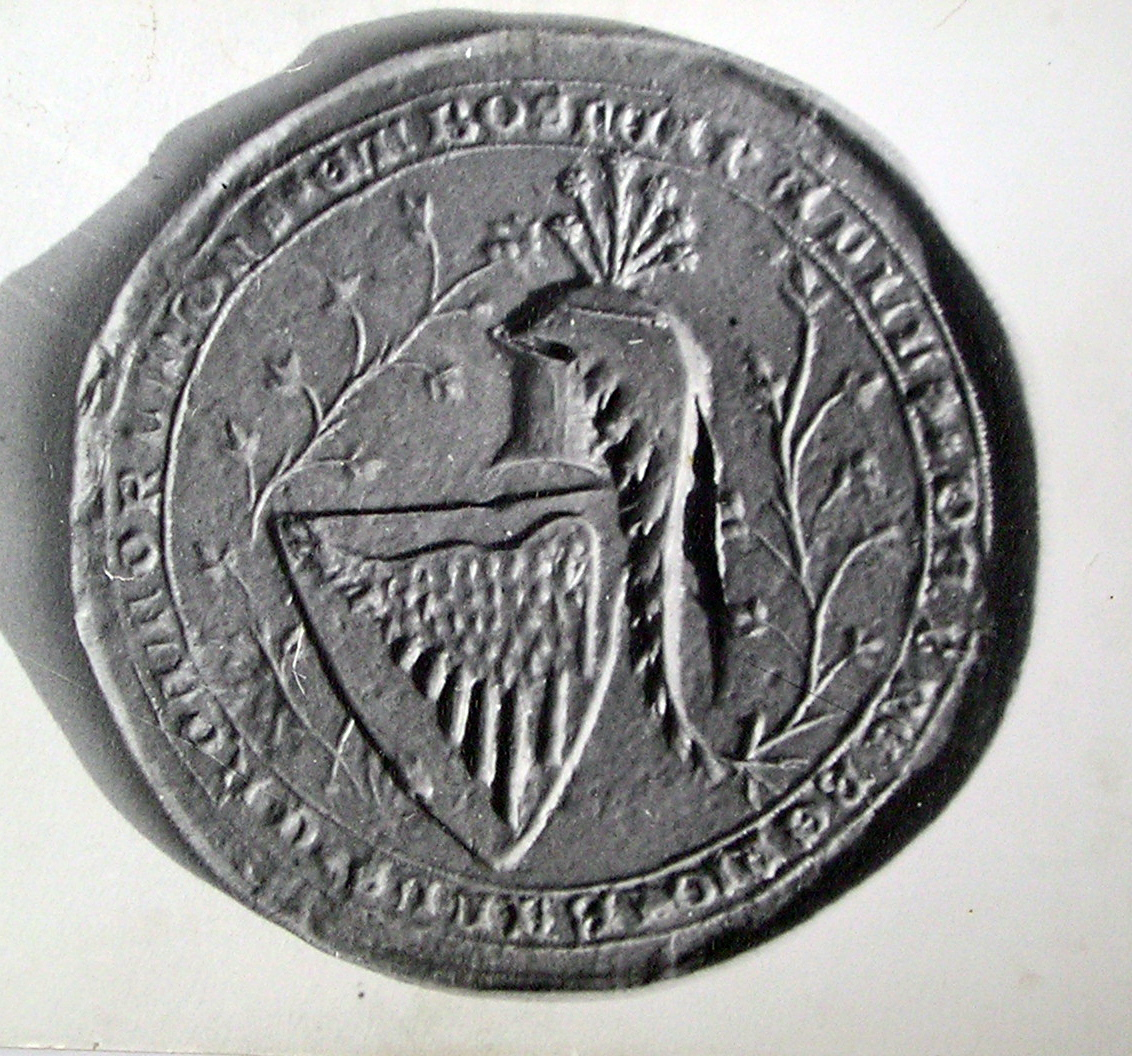
パヴァオ1世シュビッチ・ブリビルスキの紋章。"Paulus de Breberio banus Croatorum D[omi]n[u]s et Bosnae"（クロアチアのバンかつボスニア領主であるブリビールのパヴァオ）と記されている。

モンゴルの侵攻によって一時的に貴族間の内戦が中断したが、1240年代初頭にモンゴルが去った後、すぐにクロアチアでは内戦が再開した。戦争の原因はオストログ村の領有であった。この村はスプリトとトロギルがともに領有権を主張し、1242年にはベーラ4世がトロギルに特許を与えた。トロギルは国王とシュビッチ家、その指導者であるステプコ・シュビッチの支援を受けた。一方でスプリトはカチッチ家、Humのアンドリュー、ボスニアのバン・マテイ・ニノスラフと同盟を結んだ。1244年、スプリトはニノスラフを王子に選出し、同年、ニノスラフはトロギルへの攻撃を開始したが、都市を奪うことはできなかった。ニノスラフがボスニアに戻った後、スラヴォニアのバン・デニス・テュリエ、ステプコ・シュビッチ、ダニエル・シュビッチが指揮する大軍がスプリトに派遣され、スプリトは直ちに降伏した。講和条約が1244年7月19日に調印された。ベーラ4世率いる第2軍はボスニアに侵入し、1244年7月20日にマテイ・ニノスラフに和平条約を結ばせた。ダルマチアの沿岸都市間の争いを防ぐため、ベーラ4世はそれまで都市が独自に行っていた知事の選挙をクロアチアのバンに移した。しかし、それまで沿岸部のほとんどの都市を統治していたシュビッチ家はこの決定に不満を抱いていた。
後代の王は、町に一定の特権を与えて自由都市とし、地方貴族の権威から切り離すことで国王の影響力を回復しようとした。ヴァラジュディンは1220年に、ヴコヴァルは1231年に、ヴィロヴィティツァは1234年に国王アンドラーシュ2世から自由都市の地位を与えられた。また、 ペトリニャは1240年に、グラデツ（ザグレブ大司教の住むカプトルを除く）は1242年に、サモボルは1242年に、クリジェーブツィは1252年に、ヤストレバルスコは1257年に同じ地位を獲得した。自由都市は自ら議会を選出し、統治権や裁判所を持ち、また自ら税金を徴収し、経済や貿易を管理した。
しかし、地方貴族は引き続き力をつけていった。王権の弱体化によりシュビッチ家は1270年代にトロギル、スプリト、シベニクを奪還し、沿岸都市でかつての地位を回復した。1274年、パヴァオ1世（クロアチア語: Pavao I Šubić Bribirski）はシュビッチ家の当主となり、すぐにクロアチアとダルマチアのバンとなった。一方彼の兄弟はスプリトのムラデン1世とトロギルとシベニクのジュラジュ1世というように、ダルマチアの有力都市の王子であった。1280年、ヴェネツィアはカチッチ家の沿岸部の領地を攻撃し、オミシュを占領した。パヴァオはカチッチ家の衰退を利用し、ネレトヴァ川とツェティナ川の間の本土の領地を奪った。

### 王朝の闘争とシュビッチ家

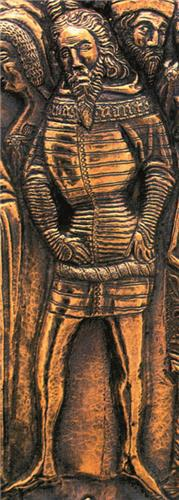
ザダルのChest of Saint Simeonに描かれたパヴァオ1世

1290年、ラースロー4世が息子を残さずに死亡し、アールパード朝のアンドラーシュ3世とハンガリー・アンジュー家のカルロ・マルテッロとの間で継承戦争が勃発した。クロアチアのバン・パヴァオとクロアチア貴族のほとんどはカルロ・マルテッロを支持し、ハンガリー貴族のほとんどはアンドラーシュ3世を支持した。バボニッチ家は当初カルロ・マルテッロ側についていたが、やがてアンドラーシュ3世側についた。クロアチア人の支持を維持するため、カルロ・マルテッロの父であるカルロ1世は、息子の名でグヴォズド山からネレトヴァ川までの全領土をパヴァオに世襲として与えた。こうしてバンの地位はシュビッチ家に世襲された一方で、地元のクロアチア貴族はパヴァオとその子孫の家臣となった。これに対し、アンドラーシュ3世もパヴァオをクロアチアのバンとする勅令を出した。こうした支持の獲得競争と、内戦中に中央権力が不在となった結果、シュビッチ家はクロアチアで最も強力な一族となった。
ザグレブでは、司教の町カプトルがカルロ・マルテッロを、グラデツがアンドラーシュ3世を支持し、この地域で激しい戦闘が繰り広げられた。1295年にカルロ・マルテッロが亡くなると、王位継承権は息子のカーロイ1世に移った。クロアチアとハンガリーの貴族はやがてアンドラーシュ3世を国王として受け入れたが、1299年、アンドラーシュに息子がいなかったために叔父のアルベルティーノ・モロジーニを後継者に指名すると、新たな反乱が始まった。パヴァオは弟のジョージ1世をローマに送り、彼らの要求をローマ教皇に認めさせ、カーロイ1世を1300年8月にクロアチアに連れてきた。その翌年の1301年1月にはアンドラーシュ3世が死亡し、アールパード朝は滅亡した。バン・パヴァオはカーロイ1世と共にザグレブに行き、そこで王として承認された。また、1301年3月、彼はエステルゴムで大主教からハンガリー王とクロアチア王の仮の王冠を授けられた。そのため、慣習で求められていたセーケシュフェヘールヴァールでの聖イシュトヴァーンの王冠を使った戴冠は行われなかった。
パヴァオが継承危機中に獲得した特権が認められ、彼の家族はバンの世襲権を得た。クロアチア貴族はカーロイ1世を承認したが、一部のハンガリー貴族がこれを拒否し、ボヘミア王ヴァーツラフ2世の息子ヴァーツラフを選び、1301年にセーケシュフェヘールヴァールでハンガリー王として戴冠した。ハンガリーでは内戦が続いたが、パヴァオの確固たる権威のもとにあったクロアチアには影響がなかった。1299年にパヴァオはボスニアの支配権を獲得し、その時から「クロアチアのバン・ボスニアの領主（ラテン語: Banus Croatorum Dominus et Bosnae）」という称号が与えられた。彼は弟のムラデン1世にボスニアのバンの称号を与えた。当時、パウロの権力はグヴォズドからネレトヴァまで、アドリア海沿岸からボスナ川まで及び、ザダルだけがその領域外に残ってヴェネツィアの支配下に置かれていた。しかし、1304年にムラデン1世はボスニアで殺害された。パヴァオは自身の権威の再確認のためにボスニアに対する戦闘を行い、1305年から自らを「ボスニア全土の領主（ラテン語: totius Bosniae dominus）」と称し、ボスニアのより多くの土地を支配下に置いた。彼は2番目の息子のムラデン2世をボスニアのバンに任命し、1305年に彼の3番目の息子のパヴァオ2世がスプリト王子になった。
パヴァオ1世は自ら硬貨を発行し、事実上独立した支配者であった。また、彼は1311年にザダルでヴェネツィアに対して反乱を起こし、成功した。1312年5月1日にパヴァオ1世が亡くなり、息子のムラデン2世が後継者となった後もヴェネツィアとの戦争は続いた。パヴァオ1世の死後、ブリビル王子は徐々に衰退し始めた。最終的にヴェネツィアは1313年にザダルの支配を回復した。1322年にはクロアチアで別の内戦が始まった。内戦は、ムラデン2世とその同盟軍が彼の兄パヴァオ2世を含むクロアチア貴族とスラヴォニアのバン・ヨハン・バボニッチ指揮下の沿岸都市の連合に敗れたブリスカの戦いで最高潮に達した。国王によってクニンで開催された会議では、ジョン・バボニッチがクロアチアとダルマチアのバンに指名され、シュビッチ家の世襲統治は終了した。彼らの所有地は縮小され、ムラデン兄弟で分割された。パヴァオ2世はブリビルとオストロヴィツァを、ジョージ2世はクリス、スクラディン、オミシュを領有した。

1312年、ヴェネツィアによるザダル占領直後のパヴァオ1世の領域（クロアチア・ボスニア・Hum）

シュビッチ家の衰退後、イワン・ネリピッチがクロアチアの支配者となった。彼は王都クニンを占領し、これによりヨハネ・バボニッチはバンの地位を追われ、ニコラス・フェルスーレンドヴァイ、後にミクシュ・アコスが後継に任命されたが、彼の軍は1326年にイワン・ネリピッチに敗れた。こうして、リカとクルバヴァからツェティナ川に至るクロアチア全土が、事実上国王の権威の外に置かれることになった。ネリピッチはシュビッチ家と緊張関係にあり、頻繁に対立していた。これらの争いの中でヴェネツィアは1327年にスプリトを、1329年にニンを支配下に置き、ズルマニャ川からツェティナ河口に至る沿岸の大部分を手に入れた。同時に、ボスニアのバン・スティエパン2世はイモツキ、Duvno、Livno i Glamočだけでなくツェティナとネレトヴァの間の領土を併合した。クロアチアの残りの地域は、イワン・ネリピッチが1344年に亡くなるまで、クニンから独立して統治していた。その後、ラヨシュ1世はクロアチアの王権を回復し、1345年末までにクロアチアを平定した。ニコラス・ハホトは、数十年ぶりに任命された王室の役人で、スラヴォニア、クロアチア、ダルマチアのバンを名乗り、2つの地位を統合してクロアチア領にも影響力を広げ、王室の権威を代表する存在となった。

### ダルマチアの領土変動
1345年、ザダルは再びヴェネツィアに対して反乱を起こしたが、長い包囲の後、1346年にヴェネツィアはこの都市を再び獲得した。この反乱への報復として、ヴェネツィアはザダルの防潮堤を破壊し、市民から武器を没収し、またヴェネツィア人を町の総督として送り込んだ。国王ラヨシュ1世は1348年にヴェネツィアと8年間の平和条約を結んだ。平和条約終結後の1356年、ラヨシュ1世は事前の宣戦布告なしにヴェネツィアの領土に侵攻した。この時クロアチア軍はルドブレグのバンJohn Csúzが率いていた。スプリト、トロギル、シベニクではすぐにヴェネツィアの総督を追い出したが、ザダルは短い包囲の後に陥落した。ラヨシュ1世が同時期に北イタリアでの戦いで成功を収めたため、ヴェネツィアは1358年2月18日にザダル条約への調印を強いられた。

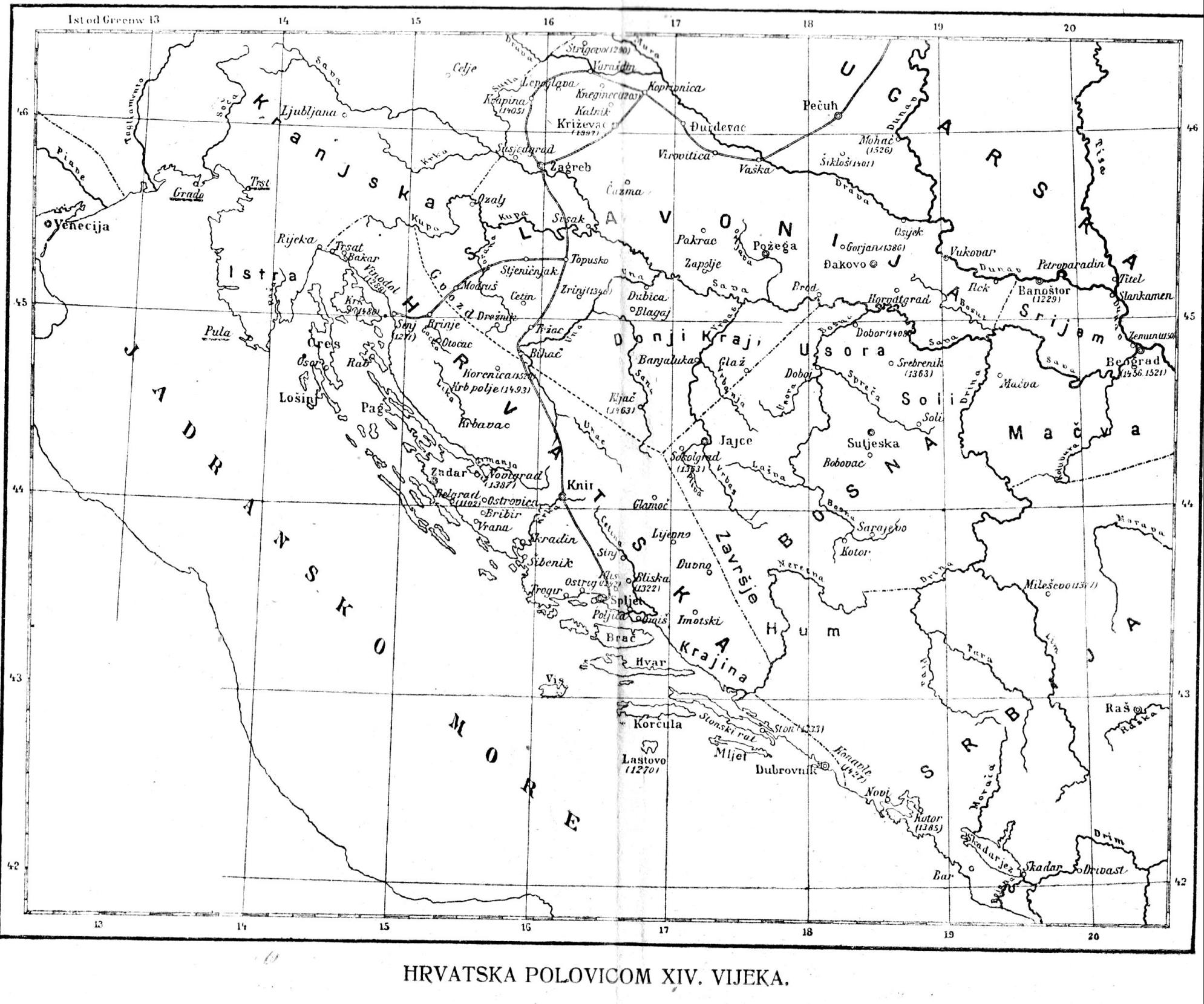
14世紀半ばのクロアチア

この条約により、ラヨシュ1世は独立して行動していたドゥブロヴニク（ラグーザ）を含む、ツレス島からアルバニアのドゥラスに渡るダルマチア全域を支配下においた。ヴェネツィアのドージェ（総督）は、「クロアチア・ダルマチア公」という称号を放棄しなければならなかった。この後、クロアチア全土は一つの行政、そしてクロアチアとダルマチアのバンの権限の下に統合された。結果として、クロアチアの経済は特に東アドリア海岸の都市において14世紀後半に繁栄した。新しい王立都市が交易路上に設立され、より裕福な商人が町を支配するようになり、町の新たな様子が沿岸と大陸のクロアチアの間の文化的統合の始まりを示した。

### 反宮廷運動
1382年にラヨシュ1世が死んだ後、彼の妻エリザベタ・コトロマニッチは11歳のマーリアの摂政を務めた。エリザベタの即位は、ナポリ王カルロ3世を正統な王位継承者と考える一部の貴族たちによって否定された。クロアチアでは、ヴラナの司祭であったイヴァニシュ・パリジュナがエリザベタに最初に反対した。彼は、主にエリザベタの夫が行った中央集権政策に反対していた。彼は1371年にボスニア国王として戴冠したスティエパン・トヴルトコ1世を伴っていた。イヴァニシュ・パリジュナは結局エリザベタの軍隊に敗れ、ボスニアに逃亡せざるを得なくなった。短い平和な時代が続いた後、1385年にマクソーのバンであるジョン・ホルヴァートとその弟でザグレブ首長であるポール・ホルヴァートが率いるマーリア女王とエリザベタ女王に対する新しい運動が生まれた。

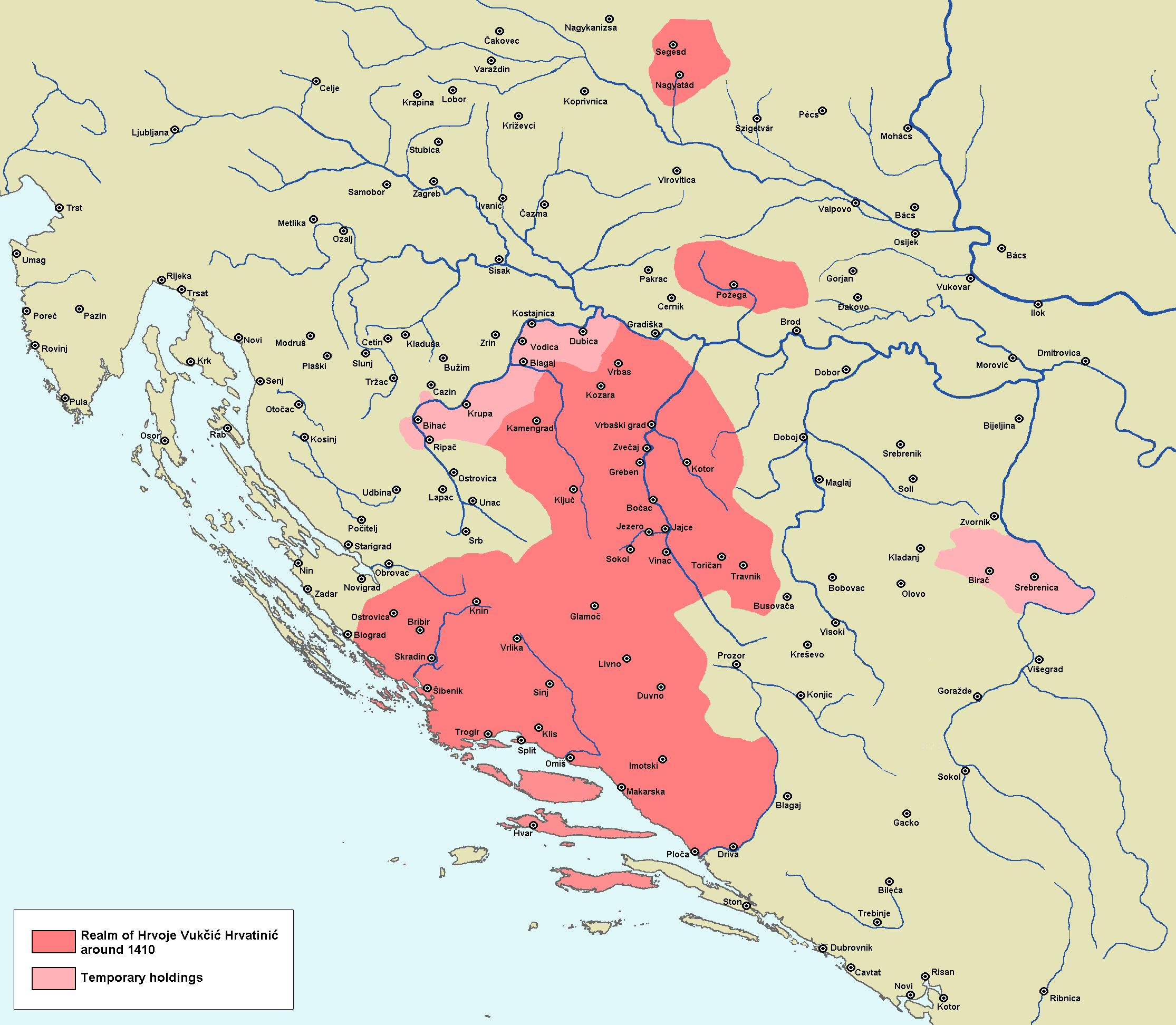
15世紀初期のHrvoje Vukčićの領域

この2人の兄弟に、1385年にカルロ3世によってクロアチア・ダルマチア・スラヴォニアのバンとなったイヴァニシュ・パリジュナが加わった。彼らは、1385年末にマーリア女王を退位させることでカルロ3世を支援したが、エリザベタは直後の1386年2月に彼を殺害させた。ホルヴァート兄弟は、殺されたカルロ3世（カーロイ2世）の息子ラディズラーオに代わって、堂々と反乱を起こした。1386年7月25日、彼らはマーリア女王、エリザベタ女王とその従者をゴルジャニで襲い、女王たちを捕らえた。マリアとその母はザグレブ司教のゴムネク城に投獄され、監禁された。エリザベタとマーリアはすぐにノヴィグラード城に送られ、イヴァニシュ・パリジュナが新しい監守となった。エリザベタは裁判にかけられ、カーロイ殺害を扇動した罪で有罪になった。1387年1月、マーリア女王の夫であるルクセンブルク家のジグモンドが、女王たちを救出するためにノヴィグラードに向かって進軍した。ジグムンドの接近の知らせがノヴィグラードに届くと、エリザベタはマーリアの面前で牢獄で絞殺された。そして1387年3月31日、セーケシュフェヘールヴァールでジグモンドが国王に即位した。
ジグモンドの同盟者Ivan Ⅴは、ヴェネツィア艦隊の支援を得てノヴィグラード城を包囲した。1387年6月4日に彼らは城を占領し、幽閉されていたマーリアを解放した。彼女は死ぬまでジグムンドの共同統治者であり続けたが、その影響力は小さかった。一方、ホルヴァート兄弟の同盟者であるボスニア国王トヴルトコ1世は、彼らをウソラの総督に任命した。ホルヴァート兄弟は、ボスニア大公フルヴォイエ・ヴクチッチ・フルヴァティニッチにも支援されていた。トヴルトコ1世とその同盟軍は1387年から1390年にかけてクロアチアとダルマチアの大部分を獲得し、ジグムンドがこれらを取り戻そうと努めたが失敗に終わった。1390年、トヴルトコ1世は「クロアチア・ダルマチア王」を名乗り始め、フルヴォイエにダルマチアの領地を与えた。トヴルトコ1世は1391年3月に死亡し、その数週間後にはイヴァニシュ・パリジュナが死亡した。国王トヴルトコ1世の死後、フルヴォイエはボスニアで最強の貴族となった。同年、ラディズラーオは彼をダルマチア地方の副官に任命し、ブラチ島、フヴァル島、コルチュラ島の領有を認め、スプリト公、後にスプリト・ヘルツォークの称号を与えた。

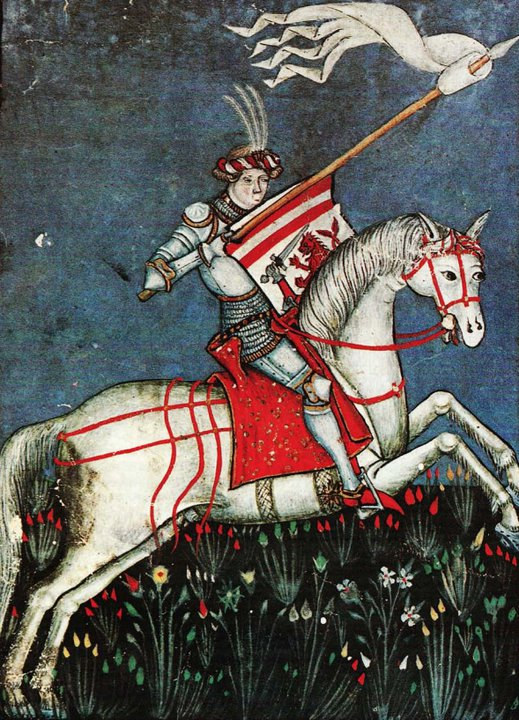
Ladislaus Viceroy in Croatia and Herzog of Split, Hrvoje Vukčić Hrvatinić, Grand Duke of Bosnia as depicted in Hrvoje's Missal (1404)

オスマン帝国の拡大とクロアチア（1500年）

1393年にトヴルトコ1世の後継者であるスティエパン・ダビシャがジグムンドと和平を結ぶと、状況は一変した。彼はトヴルトコが最近獲得した領土を返還したが、1385年に征服したボスニア西部の領土を保持することを許された。また、フルヴォイエ・ヴクチッチも1393年に服従した。1394年7月、ジグムンドはボスニアのドボルを占領してジョン・ホルヴァートを捕らえ、ホルヴァートの反乱を終結させた。マーリア女王の命令で、母の死の復讐として、パリジュナはペーチで拷問を受けて死んだ。
スティエパン・ダビシャの死後、その未亡人イェレナ・グルバが女王に選ばれた。フルヴォイエ・ヴクチッチは再び積極的にジグムンドに反対し、ナポリのラディズラーオへの支持を表明した。反抗的な貴族たちと和解するために、ジグムンドは1397年2月27日にクロアチアのクリジェフチで会議を招集し、そこにラディズラーオからクロアチア副官に任命されていたスティエパン2世ラックフィを安全策で招いた。この集会で、ラックフィと甥のアンドリュー、それを支持する貴族が殺害され、ラディズラーオの名前で新たな蜂起が起こった。この蜂起を主導したのはフルヴォイエ・ヴクチッチで、彼は非常に積極的な役割を果たし、自らの権威を拡大することができた。クリジェフチの議会は、後に「血まみれのクリジェフチのサボル」と呼ばれるようになった。
1398年、ジグムンドはボスニア王国との戦闘に失敗し、その後ボスニアの新国王スティエパン・オストヤとフルヴォイエが攻勢に転じた。ザダルは1401年にフルヴォイエに服従し、ツェティナ県の大部分を支配していたイヴァニシュ・ネリプチッチの援助により、フルヴォイエは1403年にスプリトを支配下に置いた。この間、ジグムンドはフランコパン家の支持を失ったが、クルチャコヴィッチ家（グシッチ家の分流）、ベリスラヴィッチ家、ズリンスキー家の忠誠を維持した。しかし、ラディズラーオが消極的でブダへの進出を躊躇したため、ジグムンドは彼に敵対していたすべての人々に恩赦を与えることにした。フランコパン家を含む多くのハンガリーやクロアチアの貴族はこれを受け入れ、ジグムンド側についた。
フルヴォイエ・ヴクチッチとの対立により、ボスニア貴族は1404年にステファン・オストヤを追放し、フルヴォイエの傀儡としてトゥヴルトコ2世を王位に就かせた。オストヤはハンガリーに逃げ、ジグムンドに味方した。フルヴォイエは、1408年にボスニア貴族がドボルの戦いで大敗するまで、何度かのジグムンドの軍事介入に耐えられた。1409年1月、フルヴォイエがジグムンドに降伏し、オストヤがボスニア王位に復帰したことが発表された。これによって、ジギスムントはハンガリー、ボスニア、クロアチアでの騒乱に終止符を打った。やがて1409年、ラディズラーオはダルマチアにおける権利を10万ドゥカーツでヴェネツィアに売却し、フィレンツェ共和国との戦争で味方を得ようとした。

### オスマン帝国との戦争

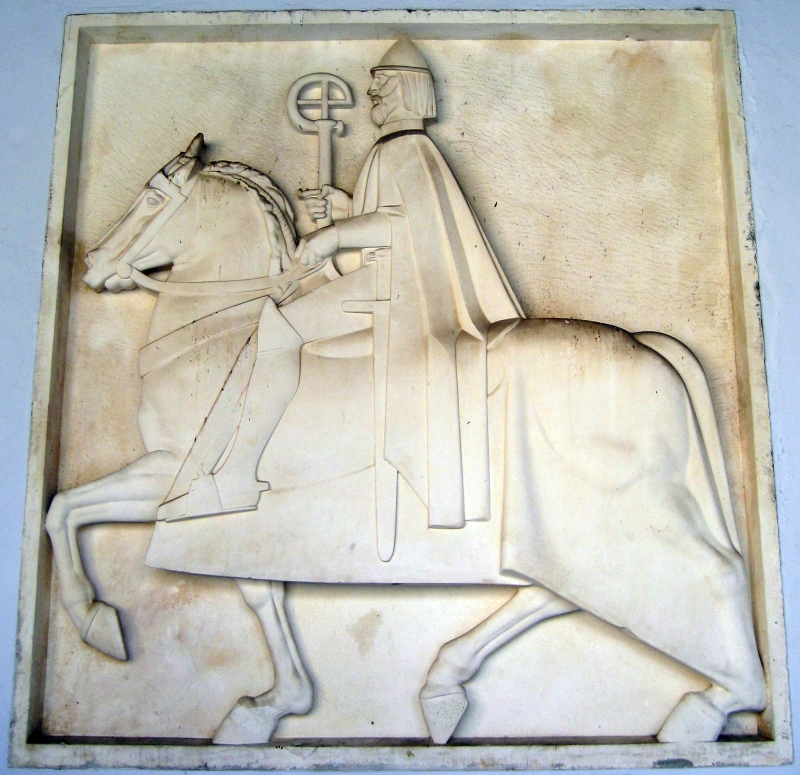
Petar Berislavićの記念碑（トロギル）

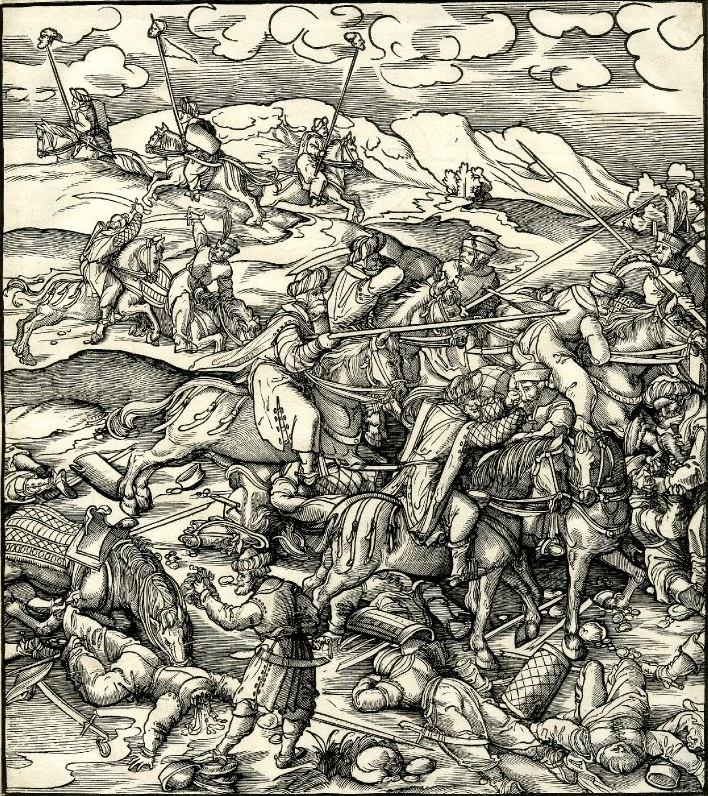
クルバヴァの戦い（1493年）

1453年にビザンツ帝国を征服した後、オスマン帝国は急速に西方へ拡大し、クロアチア王国を脅かした。1463年のボスニア王国の陥落に続き、国王マーチャーシュ1世はヤイツェとスレブレニクを設立することで防衛を強化した。オスマン帝国は防衛線を破るのに苦戦したが、クロアチアや南ハンガリーへの略奪を定期的に行った。1463年の略奪の最中、クロアチアのバンPavao Špirančićはセニで捕らえられた。オスマン帝国は急速に南方へ拡大し、1482年にはヘルツェゴビナの大部分とネレトヴァ渓谷のクロアチアの拠点を征服した。
クロアチアのオスマン帝国に対する最初の主な勝利は、1478年、Glina近郊でCount Petar Zrinskiによって達成された。1483年、クロアチアのバン・マティヤ・ゲレブとフランコパン家が率いた軍隊は、現在のノヴィ・グラード近くで行われたウナの戦いで、約7000人のオスマン帝国騎兵（アキンジ）の部隊を破った。同年平和条約が結ばれ、クロアチアはオスマン帝国による大規模な略奪を免れた。国境での戦闘は続いたが、それほど激しいものではなかった。
1490年、マーチャーシュ1世の死とともに休戦が終了した。1491年にオスマン帝国の軽騎兵1万人がウナ川を渡り、カルニオラに進出しが、その帰り道にヴルパイルの戦いで敗れた。2年後、クロアチアの新たなバン・エメリク・デレンチンとフランコパン家の間で戦争が始まった。当初はフランコパン家の方が優勢でセニを包囲し始めたが、バン・デレンチン率いる軍隊が派遣され、包囲は解除された。しかし、カルニオラ襲撃からクロアチアを通って戻ってきたハディム・ヤクプ・パシャ（ボスニア県のベイ）率いるオスマン帝国軍の来襲により、講和を強いられた。クロアチア貴族は約1万人の兵士を集め、野戦でオスマン帝国軍を迎えると決めたが、待ち伏せの方が良いと主張する者もいた。1493年9月9日、クロアチア軍はリカ地方のウドビナ付近でオスマン帝国軍を迎え撃ち、クルバヴァの戦いで大敗を喫した。クロアチアを破ったことは大きかったものの、オスマン帝国はその結果として領土を獲得することはなかった。戦災地から来たクロアチア人は徐々に安全な地域に移動し始め、一部の難民はクロアチア国外に逃れてブルゲンラント、南ハンガリー、イタリア沿岸部などに移動した。
1513年8月16日、1513年8月16日、バン・ペタル・ベリスラヴィッチは、ウナ川でのドゥビツァの戦いで7000人のオスマン帝国軍を破った。1514年2月、オスマン帝国は10,000人の兵士でクニンを包囲して町周辺を燃やしたが、攻略には失敗し、500人の軍隊を失った。1519年、オスマン帝国との戦争でクロアチア人兵士が大きく貢献したことにちなみ、ローマ教皇レオ10世はクロアチアを「キリスト教世界の防壁（antemurale christianitatis）」と呼んだ。ペタル・ベリスラヴィッチは、1520年5月20日のプジェシェヴィツァの戦いで待ち伏せにあい戦死するまで、7年間オスマン帝国と絶え間ない戦闘を続けた。1513年と1514年の2度の失敗の後、ガジ・フスレフ・ベグ率いるオスマン帝国軍はクニンを最終的に包囲し、1522年5月29日に攻略した。オスマン帝国は何度もクリスを包囲したが、セニの隊長でありクリスの王子でもあったペタル・クルジッチが、約25年間クリス要塞を守り続けた。
1526年4月23日、スルタン・スレイマン1世は8万の正規軍と大勢の非正規補助軍を率いてイスタンブールを出発し、ハンガリーへの侵攻を開始した。スレイマンは7月2日にサヴァ川に到達し、2週間の包囲の後、7月27日にペトロヴァラディンを、8月8日にイロクを占領した。8月23日までに彼の軍隊は抵抗を受けることなくオシイェクでドラーヴァ川を渡った。同日、ラヨシュ2世は約25,000人の軍勢でモハーチに到着した。クリストファー・フランコパン伯爵の5千人の軍隊は、戦場への到着が間に合わなかった。8月29日、ハンガリー軍はモハーチ南方の平原でオスマン帝国を迎え撃ったが、2時間足らずで敗退した。1526年のモハーチの戦いは、ラヨシュ2世の死によってヤギェウォ朝の支配が終わったという点で重要な出来事であった。この敗北はキリスト教の軍隊にオスマン帝国を阻止する力がなかったことを示すものであり、オスマン帝国は何世紀にもわたって大きな脅威であり続けた。

## ツェティングラード議会（1527年）

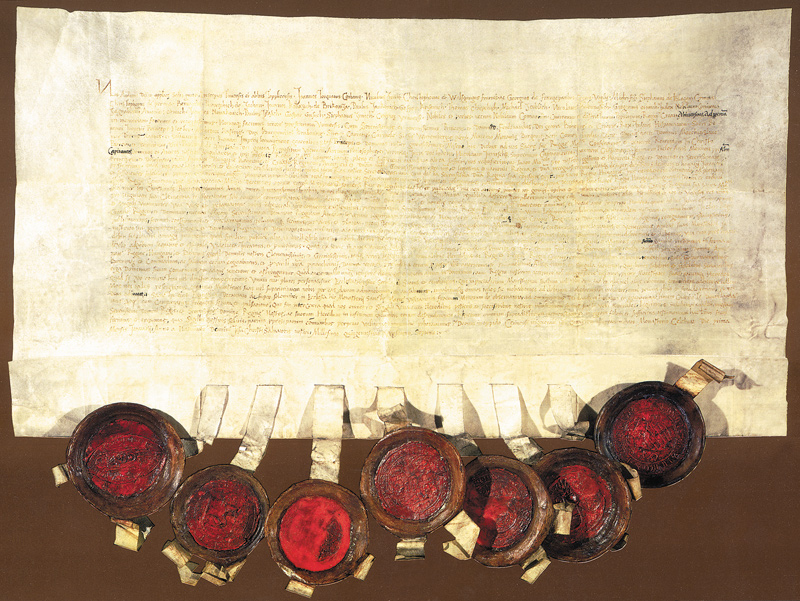
1527年1月1日のツェティン憲章

ラヨシュ2世は数々の称号の中でもクロアチアの王冠を所有していたが、彼は跡継ぎを残さなかった。1526年11月10日の会議で、ハンガリー議会の大多数はサポヤイ・ヤーノシュを国王に選出したが、ハンガリーの別の議会は1526年12月16日にポジョニの残党議会でハプスブルク家のオーストリア大公フェルディナント1世を選出した。大公はサポヤイに対抗するためクロアチアの選挙に関心を持ち、同時にオスマン帝国の西方拡大という激動の時代に、クロアチアを保護することを約束した。1526年12月31日、クロアチア貴族が集まり作戦を話し合い、新たな指導者を選んだ。この会議は、ツェティングラードのツェティン城下にあるフランシスコ会修道院で行われた。1527年1月1日、クロアチア議会はツェティンで開かれた会議で、全会一致でフェルディナント1世をクロアチア王に選出した。フェルディナント1世を選出する憲章は、6人のクロアチア貴族と4人の大公の代理人の印鑑で確認された。1527年1月6日、スラヴォニア貴族はサポヤイ側についた。
クロアチアの歴史叙述では、ハプスブルク帝国の版図に入ることはサボルの自由な選択の結果だと主張されている。国王の死、2人の選出された統治者、オスマン帝国による征服、そして結果としてのハンガリーの3分割というモハーチの戦い後の政治状況は、中世の関係性全体を変えた。フェルディナント派とサポヤイ派の間で内戦が起こったが、間もなくフェルディナント派に有利な協定が結ばれ、両王位は再びハプスブルク家に統合されることになった。これは表向きにはクロアチア・ハンガリー連合王国の復活を意味するが、2国間の関係は永久に変化した。

## 国章
最初のクロアチアの国章は12世紀後半に遡る。当時の国章は、クロアチア公アンドラーシュ2世が鋳造したクロアチアのフリザティックに見られる三日月の上に6角の星が描かれたものである。14,15世紀には、青い盾（元々は赤い盾）に王冠を被った3頭のライオンを載せた現在のダルマチア紋章がクロアチア王国の国章として使われた。また、マーチャーシュ1世の大判やラヨシュ1世の大紋章など、王のコインや印章にも配置されていた。市松模様は15世紀後半に使われるようになり、16世紀初頭（1525年）にはクロアチアで公式に使用されるようになった。そのほとんどが、銀と赤の正方形が5つ連なったものである。また、モハーチの戦いでは軍旗としてクロアチアを表した。

イリュリアの国章 （最古のクロアチアの国章と考えられる）
14世紀と15世紀のクロアチアの国章 （後にダルマチアの国章として使われた）
15世紀後半と16世紀の国章 （最初の登場は1495年）